# Messier 23
Messier 23 (znana również jako M23 lub NGC 6494) – gromada otwarta w gwiazdozbiorze Strzelca, odkryta 20 czerwca 1764 roku przez Charles’a Messiera.
M23 znajduje się w odległości 2,15 tysiąca lat świetlnych (659 pc) od Ziemi. Średnica widzialna gromady wynosi 27 minut, rzeczywista – około 15 lat świetlnych. Obiekt zawiera ponad 150 gwiazd; jasność najjaśniejszych z nich sięga 9,2m, a całej gromady 6,9m. Wiek M23 ocenia się na 220–300 milionów lat.